# Буй, Маргерита
Маргери́та Буй (итал. Margherita Buy; род. 15 января 1962, Рим, Италия) — итальянская актриса

 и кинорежиссёр.

## Биография
После учёбы в Академии драматического искусства сыграла свою первую роль в фильме «Великая история любви» режиссёра Дуччо Тессари (1986), за которой последовали роли в двух фильмах Даниэле Лукетти: «Это случится завтра» (1988) и «Неделя сфинкса» (1990) — за главную роль в этом фильме получила премию международного кинофестиваля в Сан-Себастьяне.
После этого она сыграла в фильме Серджо Рубини в «Станция», за который получила первый «Давид ди Донателло» и «Серебряную ленту» в 1990 году. После «Станции» актриса стала звездой. 
Затем опять снимается в фильме Даниэле Лукетти «Будет буря» (1992) и у Марио Моничелли в фильме «Устроим рай» (1995) и «Свидетель» (1997). 
После этого снимается в нескольких фильмах режиссёра Джузеппе Пиччиони: «Душа на безденежье» (1996) и «Не от мира сего» — фильм приносит ей вторую премию «Давид Ди Донателло».
Благодаря этому Маргерита стала одной из самых популярных актрис европейского кино и сыграла роль в фильме «Феерия непонимания», за который получает «Серебряную ленту». За фильм «Лучший день моей жизни» получает третью «Серебряную ленту», на этот раз как лучшая актриса второго плана. Следующим успехом был фильм «Незнакомка», за который была награждена третьей «Серебряной лентой» и четвёртым «Давид Ди Донателло».

## Награды
- 1992 ─ Премия «Золотой глобус» (Италия) за лучшую женскую роль[2]
- 2001 ─ Премия «Золотой глобус» (Италия) за лучшую женскую роль[2]